# Podhradské skály
Podhradské skály je přírodní rezervace poblíž obce Korolupy v okrese Znojmo v nadmořské výšce 350–447 metrů. Důvodem ochrany jsou kolmé, výslunné skalní stěny a strmé svahy nad levým břehem Dyje, na nichž se nacházejí významná rostlinná společenstva.